# Bad Boys (Wham-Lied)
Bad Boys ist ein Lied von Wham! aus dem Jahr 1983, das von George Michael geschrieben und in Kooperation mit Steve Brown produziert wurde. Es erschien auf dem Album Fantastic. Die Singleveröffentlichung fand im Mai 1983 statt.

## Inhalt
Im Mittelpunkt des Liedes steht ein rebellischer Teenager, der sich gegen seine Eltern auflehnt. George Michael singt dabei aus der Perspektive des Protagonisten.

## Rezeption

### Chartplatzierungen
| ChartsChartplatzierungen       | Höchstplatzierung | Wochen |
| ------------------------------ | ----------------- | ------ |
| Deutschland (GfK)              | 12 (17 Wo.)       | 17     |
| Schweiz (IFPI)                 | 6 (5 Wo.)         | 5      |
| Vereinigte Staaten (Billboard) | 60 (9 Wo.)        | 9      |
| Vereinigtes Königreich (OCC)   | 2 (15 Wo.)        | 15     |

| ChartsJahrescharts (1983)    | Platzierung |
| ---------------------------- | ----------- |
| Vereinigtes Königreich (OCC) | 26          |

### Auszeichnungen für Musikverkäufe
| Land/Region                  | Auszeichnungen für Musikverkäufe (Land/Region, Auszeichnung, Verkäufe) | Verkäufe |
| ---------------------------- | ---------------------------------------------------------------------- | -------- |
| Vereinigtes Königreich (BPI) | Silber                                                                 | 250.000  |
| Insgesamt                    | 1× Silber ·                                                            | 250.000  |

Hauptartikel: Wham!/Auszeichnungen für Musikverkäufe

## Coverversionen
- 1991: Bros
- 2000: George Michael